# لشك جنوبي
لشك جنوبي (الاسم العلمي: Remora australis) (بالإنجليزية: whalesucker)‏ هو نوع من الأسماك يتبع جنس اللشك الرامورة من الفصيلة اللشكية. سمي هذا النوع بالجنوبي (باللاتينية: australis) نسبة إلى النصف الجنوبي للكرة الأرضية.